# 水野谷左絵
水野谷 左絵（みずのや さえ）は、日本の元女優。

## 出演作品

### テレビドラマ
- 高校教師 第22話「転落・ある少女の場合」（1974年、東京12チャンネル / 東宝）
- 太陽にほえろ! 第141話「無実の叫び」（1975年、NTV / 東宝）

### 映画
- 新・愛と誠（1975年、松竹） - ミドリ

### 舞台
- 剣客商売（1975年6月、帝国劇場） - おきぬ

### 吹き替え
- サンダーバード 劇場版（ミンミン）※テレビ版